# BUN2
『Bun2』（ブンツウ）は、株式会社ステイショナーが発行する、文房具情報を取り扱ったフリーペーパー。隔月刊誌である。2004年10月に創刊した。

## 概要
文具業界専門紙「旬刊ステイショナー」やWebマガジン「文具のとびら」を手がける企業・ステイショナーが発行する、文房具情報を扱うフリーマガジン。偶数月の1日に12.5万部が発行され、全国の有力文具店（約550店舗）で無償配布される。2004年の創刊当初は季刊であり、2007年2月号から隔月刊に変更された。誌名のブンツウとは、「文具通信」の略である。
消しゴム、万年筆、手帳など文房具に関する特集が毎号組まれ、その他には文房具に関するコラムや新製品案内、海外の文房具情報、文具メーカーからの広告などが掲載される。

## 主な連載記事
違いがわかる男の文具講座／高畑正幸
特定のテーマに沿った文具などを紹介するコラム。
NY文具レポート／外海君子
ニューヨーク在住のライターによる現地の文具・文具店紹介。
至高のイロモノ文具／きだてたく
「色物文具で楽しめ。」より改題。一風変わった文具を「イロモノ文具」と称して紹介する。
ヒマラヤほどの消しゴムひとつ。／津久井智子
「消しゴムはんこ。バカ一代」より改題。消しゴムはんこや文具イベント情報を中心とした短編エッセイ漫画。

## Bun2大賞
2008年から毎年開催されている人気投票企画。過去1年以内にBun2に掲載された新商品の中から40品程度がノミネートされ、12月号で結果が発表される。投票参加者には抽選で文具福袋（2010年までは文具券）がプレゼントされる。
| 開催年 | 受賞製品                        | 販売元                     |
| ------ | ------------------------------- | -------------------------- |
| 2008年 | フリクションボール              | パイロットコーポレーション |
| 2009年 | ポメラ                          | キングジム                 |
| 2010年 | テープカッター 直線美           | ニチバン                   |
| 2011年 | スティッキールはさみ            | サンスター文具             |
| 2012年 | デコラッシュ                    | プラス                     |
| 2013年 | tenori はんこのり               | ニチバン                   |
| 2014年 | カクノ                          | パイロットコーポレーション |
| 2015年 | フリクションスタンプ            | パイロットコーポレーション |
| 2016年 | ライフスタイルツール            | ナカバヤシ                 |
| 2017年 | ライフスタイルツール 収納カバン | ナカバヤシ                 |
| 2018年 | カルカット クリップタイプ       | コクヨ                     |
| 2019年 | ブレン                          | ゼブラ                     |
| 2020年 | はにさっく                      | ライオン事務器             |
| 2021年 | Write White                     | 学研ステイフル             |

## 各号の特集一覧
新生活向けの文具紹介や翌年の手帳特集など、時期に合わせた特集が組まれている。
| 号数    | 発行時期     | 特集内容                                                            |
| ------- | ------------ | ------------------------------------------------------------------- |
| Vol.1   | 2004 Winter  | 今 売れているのはコレだ！早めにチェック！年末年始のステーショナリー |
| Vol.2   | 2005 Spring  | 春の新生活応援します！                                              |
| Vol.3   | 2005 Summer  | 手づくりにこだわる。                                                |
| Vol.4   | 2005 Autumn  | 手紙を書こう！                                                      |
| Vol.5   | 2005 Winter  | 年賀状を楽しむ                                                      |
| Vol.6   | 2006 Spring  | 春の新生活セレクション                                              |
| Vol.7   | 2006 Summer  | 文房具で手作り三昧                                                  |
| Vol.8   | 2006 Autumn  | '07年版手帳活用術                                                   |
| Vol.9   | 2006 Winter  | 手紙の達人をめざせ！                                                |
| Vol.10  | 2007年2月号  | 万年筆を使いたい！                                                  |
| Vol.11  | 2007年4月号  | 消しゴム大百科                                                      |
| Vol.12  | 2007年6月号  | 文房具で色を楽しむ                                                  |
| Vol.13  | 2007年8月号  | 大人のホビー                                                        |
| Vol.14  | 2007年10月号 | 2008年版 手帳活用術                                                 |
| Vol.15  | 2007年12月号 | 紙の魅力を探る                                                      |
| Vol.16  | 2008年2月号  | 手書きの魅力再発見                                                  |
| Vol.17  | 2008年4月号  | 春の新生活に役立つ文房具                                            |
| Vol.18  | 2008年6月号  | 最新スタンプ情報                                                    |
| Vol.19  | 2008年8月号  | 紙で遊ぼう！                                                        |
| Vol.20  | 2008年10月号 | 今から選ぶ2009年手帳                                                |
| Vol.21  | 2008年12月号 | 2008年Bun2大賞結果発表                                              |
| Vol.22  | 2009年2月号  | キャラクター文具が好き!                                             |
| Vol.23  | 2009年4月号  | 記憶より記録！かしこいノートの使い方                                |
| Vol.24  | 2009年6月号  | お気に入りのペンを見つけよう！                                      |
| Vol.25  | 2009年8月号  | 魅惑のはんこワールド                                                |
| Vol.26  | 2009年10月号 | 今から選ぶ2010年手帳                                                |
| Vol.27  | 2009年12月号 | 2009年Bun2大賞結果発表                                              |
| Vol.28  | 2010年2月号  | ノートは機能で選べ！                                                |
| Vol.29  | 2010年4月号  | 手書きの魅力伝えます                                                |
| Vol.30  | 2010年6月号  | このアイデア文具が売れている！                                      |
| Vol.31  | 2010年8月号  | 文房具でデコを楽しむ                                                |
| Vol.32  | 2010年10月号 | 今から選ぶ2011年の手帳                                              |
| Vol.33  | 2010年12月号 | 2010年Bun2大賞結果発表                                              |
| Vol.34  | 2011年2月号  | 2011年のトレンドを探る                                              |
| Vol.35  | 2011年4月号  | 手書きにこだわる人へ                                                |
| Vol.36  | 2011年6月号  | このアイデア文具がスゴイ！                                          |
| Vol.37  | 2011年8月号  | インドアorアウトドア 夏に楽しむ文房具                               |
| Vol.38  | 2011年10月号 | 進化する手帳                                                        |
| Vol.39  | 2011年12月号 | 2011年Bun2大賞結果発表                                              |
| Vol.40  | 2012年2月号  | 2012年も魅せます！文具の底ヂカラ                                    |
| Vol.41  | 2012年4月号  | 新生活を文具で彩る                                                  |
| Vol.42  | 2012年6月号  | めざせ！手書きの達人                                                |
| Vol.43  | 2012年8月号  | 文具であそぼう!!                                                    |
| Vol.44  | 2012年10月号 | 2013年おすすめ手帳                                                  |
| Vol.45  | 2012年12月号 | 2012年Bun2大賞結果発表                                              |
| Vol.46  | 2013年2月号  | 2013年も文具が熱い！                                                |
| Vol.47  | 2013年4月号  | 新生活で使いたい、春イチバン！の文房具                              |
| Vol.48  | 2013年6月号  | 素晴らしき手書きの世界                                              |
| Vol.49  | 2013年8月号  | 夏は文具で手作りホビー!!                                            |
| Vol.50  | 2013年10月号 | 文具の"逸品"教えます                                                |
| Vol.51  | 2013年12月号 | 2013年Bun2大賞結果発表                                              |
| Vol.52  | 2014年2月号  | 2014年はコレに注目！                                                |
| Vol.53  | 2014年4月号  | アイデア文具で快適新生活                                            |
| Vol.54  | 2014年6月号  | ペンで書く・描く愉しみ                                              |
| Vol.55  | 2014年8月号  | 夏だ！ホビーだ！文具で遊ぼう！                                      |
| Vol.56  | 2014年10月号 | 創刊10周年特別企画 「文具黄金時代のレジェンド文具」                 |
| Vol.57  | 2014年12月号 | 2014年Bun2大賞結果発表                                              |
| Vol.58  | 2015年2月号  | 2015年注目文具のキーワードを探る                                    |
| Vol.59  | 2015年4月号  | 文具で始める新生活                                                  |
| Vol.60  | 2015年6月号  | 手書きの道具にこだわる                                              |
| Vol.61  | 2015年8月号  | 夏のアイデア文具特集                                                |
| Vol.62  | 2015年10月号 | 2016年版手帳特集                                                    |
| Vol.63  | 2015年12月号 | 2015年Bun2大賞結果発表                                              |
| Vol.64  | 2016年2月号  | すべて見せます!!2016年の注目文具                                    |
| Vol.65  | 2016年4月号  | アイデア文具で快適新生活                                            |
| Vol.66  | 2016年6月号  | 気持ち伝わる手書きの魅力                                            |
| Vol.67  | 2016年8月号  | 楽しい文具                                                          |
| Vol.68  | 2016年10月号 | 2017年版手帳特集                                                    |
| Vol.69  | 2016年12月号 | 2016年Bun2大賞結果発表                                              |
| Vol.70  | 2017年2月号  | 今、この文具が面白い！                                              |
| Vol.71  | 2017年4月号  | 新生活におすすめの快適文具&文具術                                   |
| Vol.72  | 2017年6月号  | ペンと紙のちょっといい話                                            |
| Vol.73  | 2017年8月号  | 夏休み、みんなで楽しむ文房具                                        |
| Vol.74  | 2017年10月号 | 2018年版手帳特集                                                    |
| Vol.75  | 2017年12月号 | 2017年Bun2大賞結果発表                                              |
| Vol.76  | 2018年2月号  | 2018年のキーワードは"挑戦"                                          |
| Vol.77  | 2018年4月号  | 新生活におすすめの文具活用術                                        |
| Vol.78  | 2018年6月号  | 万年筆を愉しむ                                                      |
| Vol.79  | 2018年8月号  | 楽しい文房具で夏休みを満喫！                                        |
| Vol.80  | 2018年10月号 | 2019年版手帳特集                                                    |
| Vol.81  | 2018年12月号 | 2018年Bun2大賞結果発表                                              |
| Vol.82  | 2019年2月号  | 2019年の文具トレンドを探る                                          |
| Vol.83  | 2019年4月号  | 新生活におすすめ！春の文具特集                                      |
| Vol.84  | 2019年6月号  | ペンをイロイロ楽しもう                                              |
| Vol.85  | 2019年8月号  | 文房具で楽しいひとときを                                            |
| Vol.86  | 2019年10月号 | 2020年版手帳特集                                                    |
| Vol.87  | 2019年12月号 | 2019年Bun2大賞結果発表                                              |
| Vol.88  | 2020年2月号  | 2020年の注目文具                                                    |
| Vol.89  | 2020年4月号  | この春注目の文房具で快適新生活！                                    |
| Vol.90  | 2020年6月号  | やっぱり手書きがイチバン！                                          |
| Vol.91  | 2020年8月号  | おうち時間を楽しむ文房具                                            |
| Vol.92  | 2020年10月号 | 2021年版手帳特集                                                    |
| Vol.93  | 2020年12月号 | 2020年Bun2大賞結果発表                                              |
| Vol.94  | 2021年2月号  | 2021年も文具のシンカが止まらない！                                  |
| Vol.95  | 2021年4月号  | 春一番、アイデア文具で気分一新！                                    |
| Vol.96  | 2021年6月号  | 手書きをイロイロ楽しもう                                            |
| Vol.97  | 2021年8月号  | 暑い夏も文具で楽しく！                                              |
| Vol.98  | 2021年10月号 | 2022年版手帳特集                                                    |
| Vol.99  | 2021年12月号 | 2021年Bun2大賞結果発表                                              |
| Vol.100 | 2022年2月号  | 2022年の文具トレンドを探る                                          |
| Vol.101 | 2022年4月号  | 新生活におすすめの最新文具                                          |
| Vol.102 | 2022年6月号  | 手書きの新たな魅力を発見！                                          |